# Media interaktywne
Media interaktywne – środki przekazu medialnego, umożliwiające wzajemne, zwrotne komunikowanie i różnorodną aktywność. Zachodząca poprzez media interaktywne relacja ma charakter dialogu pomiędzy człowiekiem (użytkownikiem) a innymi osobami, urządzeniami, lub programami komputerowymi. Przekaz ten umożliwia zwrotne oddziaływanie stron (interakcja) i realizowany jest poprzez tzw. interfejs – mechaniczny, programowy, biotechniczny lub inny – który pośredniczy w wymianie informacji pomiędzy użytkownikiem i urządzeniem.
Medium interaktywnym może być urządzenie mechaniczne, elektroniczne (analogowe lub cyfrowe), program komputerowy – zainstalowany na pojedynczym komputerze, lub sieci złożonej z wielu maszyn – lub kompilacja złożona z wszystkich tych elementów.
Modelowym przykładem medium interaktywnego jest Internet – teleinformatyczna sieć komputerowa, łącząca ze sobą setki tysięcy małych i dużych sieci lokalnych oraz pojedynczych komputerów, obejmująca swoim zasięgiem praktycznie całą kulę ziemską. Internet agreguje wiele funkcji tradycyjnych mediów: umożliwia konsumpcję i przesyłanie formatowanych treści tekstowych, graficznych i audiowizualnych, a ponadto umożliwia łączność głosową i audiowizualną oraz inne formy przekazu treści.
Interaktywne media cyfrowe są reprezentatywną składową mariażu współczesnej kultury i postępu technologicznego. Pośrednicząc w procesach społecznej komunikacji i aktywności medialnej, niejako je kondensują, wpływając znacząco na każdą ze sfer naszego życia społecznego.

## Przykłady interaktywnych mediów
- forum dyskusyjne
- gra internetowa
- Internet
- telefonia mobilna
- telewizja interaktywna